# Sir Galahad of Twilight
Sir Galahad of Twilight è un cortometraggio muto del 1914 diretto da Sydney Ayres.

## Trama

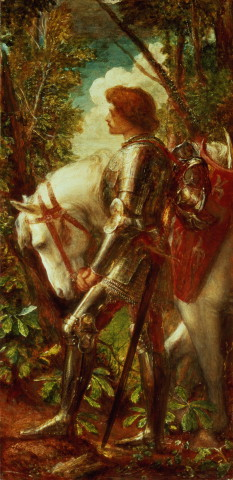
Il quadro di Watts (1888)

In una baita sulla Twilight Mountain vive il vecchio Louis Dorchet con sua figlia Clotilde. Il loro unico amico è Jacques Lennaux, un cacciatore che ha visto crescere Clotilde e che, ora che è diventata donna, se ne è innamorato. La ragazza, un giorno, trova per caso un ritratto: è la copia di un quadro, Sir Galahad, dipinto da George Frederic Watts. Presa dal romantico soggetto, Clotilde lo appende a una parete della casa. Il vecchio Louis Dorchet sente avvicinarsi la morte e chiede all'amico Jacques di prendersi lui cura della figlia e di sposarla.

Passa qualche tempo, Clotilde e Jacques sono sposati. Quando il marito deve andare a vendere le sue pellicce, la donna resta sola nella capanna persa tra i monti. A Twilight arrivano due sconosciuti, Dick Kenton e il suo amico Jim Martin. Quest'ultimo, quando la vede, tenta di baciarla ma Clotilde viene salvata da Dick, del quale diventa amica e a cui confessa di averlo già visto al suo arrivo quando, sceso da cavallo, lei lo ho sorpreso in una posa che le ha ricordato il suo romantico cavaliere del ritratto. Lui allora le regala La morte di Artù.

Al campo, Jim se n'è andato. Al bar, dove si trova anche Jacques, l'uomo racconta a vivaci tinte della conquista di Dick. Al sentirlo, Jacques reagisce facendolo andare a terra. Poi se ne va ma Jim mette sulle sue tracce il meticcio Pedro, che dovrà ucciderlo.

Anche se sono entrambi innamorati, Clotilde e Dick non hanno confessato il loro amore. Dick trova sul sentiero un uomo incosciente e ferito. Si tratta di Jacques, che è stato aggredito da Pedro. Quando si rende conto che quello è il marito di Clotilde, Dick pensa di lasciarlo lì, poi i buoni sentimenti hanno il sopravvento e lo porta a casa dalla moglie. Lì, Jacques si rende conto di ciò che sta accadendo ma non potendo, per gratitudine, uccidere l'uomo cui deve la vita, decide di uccidere la moglie per salvarne l'onore. Però quando vede un biglietto che lei ha scritto all'amato dove gli chiede di andarsene per sempre per non far torto a buon Jacques che lei non potrà mai lasciare, cambia idea. Le lascia un biglietto dove le annuncia che andrà a dormire sotto le stelle nel luogo dove loro vanno ad ammirare il tramonto del sole. Viene trovato ancora vivo da Dick: "Abbi cura della mia piccola Clotilde", gli dice, poi muore.

## Produzione
Il film fu prodotto dall'American Film Manufacturing Company.

## Distribuzione
Distribuito dalla Mutual, il film - un cortometraggio in due bobine - uscì nelle sale cinematografiche degli Stati Uniti il 26 ottobre 1914.